# Hans-Erich Voss
Hans-Erich Voss (o Voß) (Angermünde, 30 ottobre 1897 – Berchtesgaden, 18 novembre 1969) è stato un vice ammiraglio tedesco, fra le ultime persone ad uscire dal Führerbunker durante la battaglia di Berlino del 1945 ed a vedere Adolf Hitler e Joseph Goebbels prima del loro suicidio.

## Biografia

### Carriera militare
Nacque ad Angermünde (Brandeburgo) il 30 ottobre 1897. Si laureò nel 1917 presso l'Accademia navale tedesca. Ha preso servizio nella Kriegsmarine durante la Repubblica di Weimar. Nel 1942 fu comandante dell'incrociatore pesante Prinz Eugen e in quell'anno incontrò Joseph Goebbels, allora ministro del Terzo Reich per la propaganda nazista, il quale salì con un gruppo di giornalisti sulla nave. Dopo quell'incontro, grazie a Goebbels, nel marzo 1943 ottenne la carica di funzionario di collegamento navale con il Wolfsschanze di Adolf Hitler. Il 1º agosto 1944 venne nominato vice ammiraglio.

### Attentato a Hitler del 20 luglio 1944
Nel giorno dell'attentato a Hitler del 20 luglio 1944, era presente all'interno della sala riunioni dove si trovava anche il Führer. Freyend gli chiese di spostarsi dall'altra parte del tavolo per fare posto a Stauffenberg. Ferito dall'esplosione dell'ordigno, venne in seguito decorato con il Distintivo di ferro per feriti del 20 luglio 1944. Ottenne poi anche altre due onorificenze: Distintivo d'argento per feriti e Distintivo d'oro per feriti, per le successive ferite riportate. Detiene una sorta di record, essendo stato l'unico membro della Wehrmacht ad aver ottenuto tutti e tre i gradi dell'onorificenza.

### Berlino 1945
Durante la Battaglia di Berlino, nel gennaio 1945, accompagnò sia Hitler che Goebbels, ed il loro entourage, presso il Führerbunker di Berlino, posto sotto la Cancelleria del Reich. Divenne col tempo molto amico di Goebbels e della moglie Magda, tanto da essere spesso loro confidente.
Fu uno degli ultimi a vedere in vita Hitler e Goebbels, prima del loro suicidio.
Il 3 maggio 1945, dopo che furono scoperti i corpi della famiglia Goebbels, a lui fu dato il triste compito del riconoscimento dei cadaveri.

### Cattura, processo, condanna e morte
Venne catturato dalle truppe sovietiche e fatto prigioniero di guerra. Nell'agosto del 1951 fu accusato dalle autorità sovietiche di aver comandato la flotta navale da guerra di Hitler e coinvolto in una guerra di aggressione, violando le leggi ed i trattati internazionali. Nel febbraio dell'anno successivo, la Corte marziale del Distretto militare di Mosca lo condannò a 25 anni di carcere. Tuttavia un decreto ufficiale del dicembre 1954, da parte del Presidium del Soviet Supremo lo rilasciò, affidandolo alle autorità della Repubblica Democratica Tedesca.
Morì a Berchtesgaden in Baviera, il 18 novembre 1969.